# Arthur Keaveney
Arthur Keaveney (* 8. Juli 1951 in Galway; † 23. Juni 2020) war ein irischer Althistoriker.
Keaveney wurde in Galway, Irland, als ältester Sohn von Michael, einem Lokführer, und Nuala Keaveney (geb. Scully) geboren.
Er besuchte das St. Joseph’s Patrician College in Galway und erwarb anschließend einen erstklassigen Abschluss in Latein und Geschichte am University College Galway (heute National University of Ireland), gefolgt von einem MA in Klassischer Philologie. 1975 kam er mit einem Wanderstipendium an die Universität Hull, wo er seine spätere Frau Jenny kennenlernte. Dort begann er seine Doktorarbeit über den römischen General und Staatsmann Sulla, die die Grundlage für sein erstes Buch Sulla: the Last Republican bildete.
Ab 1979 war Keaveney für die nächsten 35 Jahre lang Dozent für Alte Geschichte an der University of Kent. Seine 2005 in zweiter Auflage erschienene Sulla-Biografie gehört laut Herbert Heftner zu den Arbeiten, „denen wir wesentliche Erkenntnisfortschritte im Bereich der römischen Geschichte um die Wende vom 2. zum 1. vorchristlichen Jahrhundert zu verdanken haben.“ Seine Lucullus-Biographie wurde ins Polnische übersetzt.
Im Herbstsemester 2004 kehrte er als Visiting Fellow der National University of Ireland nach Galway zurück, 2013 wurde er dann zum Ehrenpräsidenten der Classical Association of Ireland ernannt.
Auch im Ruhestand setzte Keaveney seine Forschungen fort und hinterließ bei seinem Tod ein unvollendetes Buch über den antiken persischen Hof.
Zu seinen weiteren Interessen gehörten Filme (von Bergman und Scorsese bis zu den Western der 1950er Jahre), Reisen und Sprachen (er sprach Irisch, Italienisch und Deutsch).
Er ist im Alter von 68 an COVID-19 gestorben.

## Schriften (Auswahl)
- Sulla. The Last Republican. London 1982.
- Rome and Unification of Italy. London 1987.
- Lucullus. A Life. London 1992.
- The Army in the Roman revolution. London 2007.